# Juan Carlos Echeverry
Juan Carlos Echeverry Garzón, né le 12 septembre 1962 à Bogota, est un économiste et homme politique colombien. Il a occupé le poste de Ministre des Finances et du Crédit public entre 2010 et 2012 sous la présidence de Juan Manuel Santos.